# Kapiri Mposhi (Distrikt)

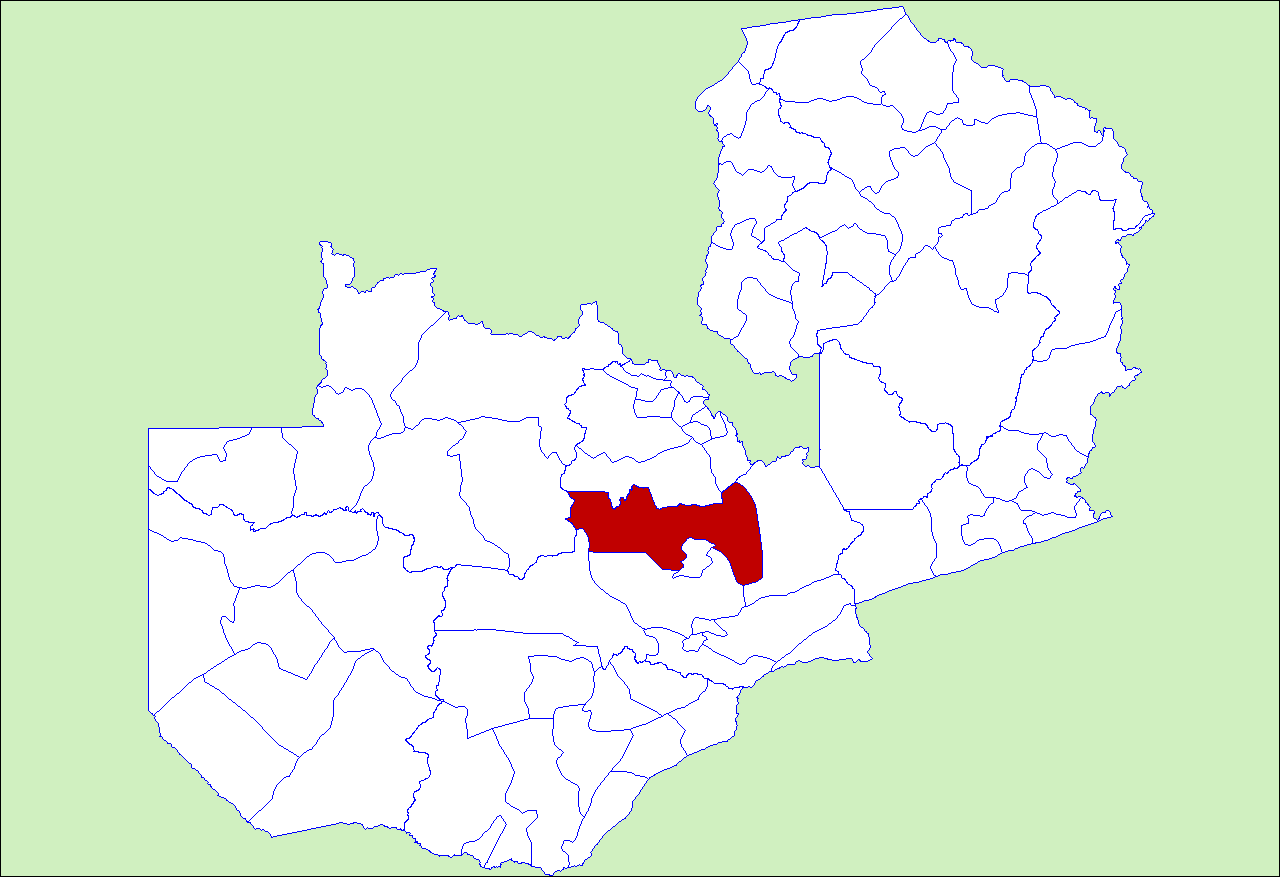
Ehemalige Ausdehnung des Distriktes bis 2012

Kapiri Mposhi ist einer von elf Distrikten in der Zentralprovinz in Sambia. Er hat eine Fläche von 9688 km² und es leben 371.070 Menschen in ihm (2022). Von ihm wurde 2012 der Distrikt Ngabwe abgespaltet. Hauptstadt ist Kapiri Mposhi.

## Geografie
Der Distrikt befindet sich etwa 90 Kilometer nördlich von Lusaka. Er liegt im Norden auf teils über 1200 m und fällt nach Süden auf etwa 1100 m ab. Die Ostgrenze bildet der Lunsemfwa. Die östliche Südgrenze bildet dessen Nebenfluss Mulungushi. Einen Teil der Nord- und Westgrenze wird von dem Kafue Nebenfluss Lukanga gebildet.
Der Distrikt grenzt im Osten an die Distrikte Mkushi und Luano, im Süden an Chisamba, Kabwe und Chibombo, im Westen an Ngabwe, und im Norden an Mpongwe und Masaiti in der Provinz Copperbelt.
Der Distrikt ist hügelig mit Sümpfen und Überschwemmungsgebieten. Im Südwesten erstrecken sich die östlichen Ausläufer der Lukangasümpfe. In Kapiri gibt es vier Waldreservate; Chibwe, Kapiri Mposhi, Ipumbu und Luembe.

## Wirtschaft

### Industrie
Kapiri Mposhi ist bekannt für seine Glas- und Keramikproduktion. Die vor Ort gefundenen Sande sind sehr hochwertig und begünstigen diesen Wirtschaftszweig. Allerdings kam er nahezu zum Erliegen. 2015 wurde die Wiedereröffnung der Glasfabrik angekündigt. 2020 wurde eine zweite eröffnet, allerdings musste diese bereits 2021 wieder die Arbeit einstellen.
Der Distrikt lebt hauptsächlich von kleineren Geschäftsaktivitäten. Diese sind begrünst durch die TAZARA. Darüber hinaus gibt es eine Fabrik, die Kunststoffsäcke für die Landwirtschaft herstellt, und ein Getreidemühle, die einer der größten Maismehllieferanten des Landes ist.

### Landwirtschaft
Landwirtschaftliche Aktivitäten sind überwiegend subsistenzwirtschaftlicher Natur. Die Böden sind gut, aber sauer. Die wichtigsten Feldfrüchte sind Mais, Maniok, Sorghum und Süßkartoffeln. Es gibt nur wenige kommerzielle Landwirte, die Mais, Tabak und Weizen anbauen. Auch die Viehhaltung ist nicht stark ausgeprägt. Es werden Rinder, Ziegen und Schweine gehalten.

### Bergbau
Im Distrikt gibt es Mangan und Kobalt Vorkommen, die von kleinen Bergbaubetrieben abgebaut werden.

## Infrastruktur
Der Distrikt liegt am südlichen Ende der TAZARA-Eisenbahn von Daressalam in Tansania und an der Straßengabelung nach Lusaka, zum Copperbelt und in den Norden Sambias. Er verfügt über etwa 900 km Straßen, die allerdings in einem schlechten Zustand sind (2015).
Zu den herausstechensten Herausforderungen zählen der Mangel an Transportmitteln in den meisten Regierungsbehörden, unzureichende Büroflächen und der Mangel an Bürogeräten wie Computern, Druckern und Scannern (2015).
Allerdings werden viele Entwicklungsprojekte umgesetzt. Zu den Projekten gehören der Bau von Fischteichen, die Domestizierung wilder Knollen und Blumenzwiebeln, die Verteilung von Baumsetzlingen zum Pflanzen und die Anlage von Obstgärten.